# Ígor Prokópiev
Ígor Prokópiev (en ruso: Игорь Прокопьев) es un deportista soviético que compitió en tiro con arco, en la modalidad de arco recurvo.
Ganó dos medallas en el Campeonato Europeo de Tiro con Arco al Aire Libre de 1986 y dos medallas de oro en el Campeonato Europeo de Tiro con Arco en Sala de 1987.

## Palmarés internacional
| Campeonato Europeo al Aire Libre | Campeonato Europeo al Aire Libre | Campeonato Europeo al Aire Libre | Campeonato Europeo al Aire Libre |
| Año                              | Lugar                            | Medalla                          | Prueba                           |
| -------------------------------- | -------------------------------- | -------------------------------- | -------------------------------- |
| 1986                             | Esmirna (Turquía)                | Medalla de oro                   | Equipo                           |
| 1986                             | Esmirna (Turquía)                | Medalla de plata                 | Individual                       |
| Campeonato Europeo en Sala       |                                  |                                  |                                  |
| Año                              | Lugar                            | Medalla                          | Prueba                           |
| 1987                             | París (Francia)                  | Medalla de oro                   | Individual                       |
| 1987                             | París (Francia)                  | Medalla de oro                   | Equipo                           |